# Sågtjärnen (Norrbärke socken, Dalarna)
Sågtjärnen är en sjö i Smedjebackens kommun i Dalarna och ingår i Norrströms huvudavrinningsområde.